# Triết núi
Triết núi (danh pháp khoa học: Mustela altaica) là một loài chồn, sống ở những vùng đất cao, cũng như đài nguyên đá hay rừng thưa nền cỏ. Loài triết này thường núp trong ngách đá, thân cây rỗng, và hang trống mà những con vật khác đào sẵn. Phạm vi phân bố của chúng chưa được làm rõ, song chúng có mặt trên một vùng rộng của châu Á, từ Kazakhstan, Tây Tạng, và Himalaya đến Mông Cổ, đông bắc Trung Quốc, và nam Siberia. Nơi dễ được bắt gặp nhất là Ladakh, Ấn Độ. Mức bảo tồn, theo IUCN, là sắp bị đe dọa vì có dấu hiệu cho thấy sự sụt giảm số lượng đáng kể do mất môi trường sống.

## Mô tả

Tranh của A. N. Komarov.

Dị hình giới tính không nổi rõ ở triết núi. Chiều dài con đực từ chóp mõm tới gốc đuôi là 8,5–11 in (220–280 mm), đuôi dài 4–6 in (100–150 mm). Triết đực nặng 8–12 oz (230–340 g).
Con cái hơi nhỏ hơn, với chiều dài mõm-gốc đuôi 8,5–10 in (220–250 mm), đuôi dài 3,5–5 in (89–127 mm), và nặng chừng 4–8 oz (110–230 g). Chúng thay lông vào mùa xuân và thu. Bộ lông mùa hè màu xám hay xám-nâu với nét vàng nhạt, còn bộ lông mùa đông màu vàng sậm. Ở cả hai bộ, lông bụng có màu vàng nhạt hay trắng kem. Lông đuôi thường hoe đỏ hơn so với lông trên lưng. Môi màu trắng còn ria mép thì màu xám-nâu.